# Лакатой

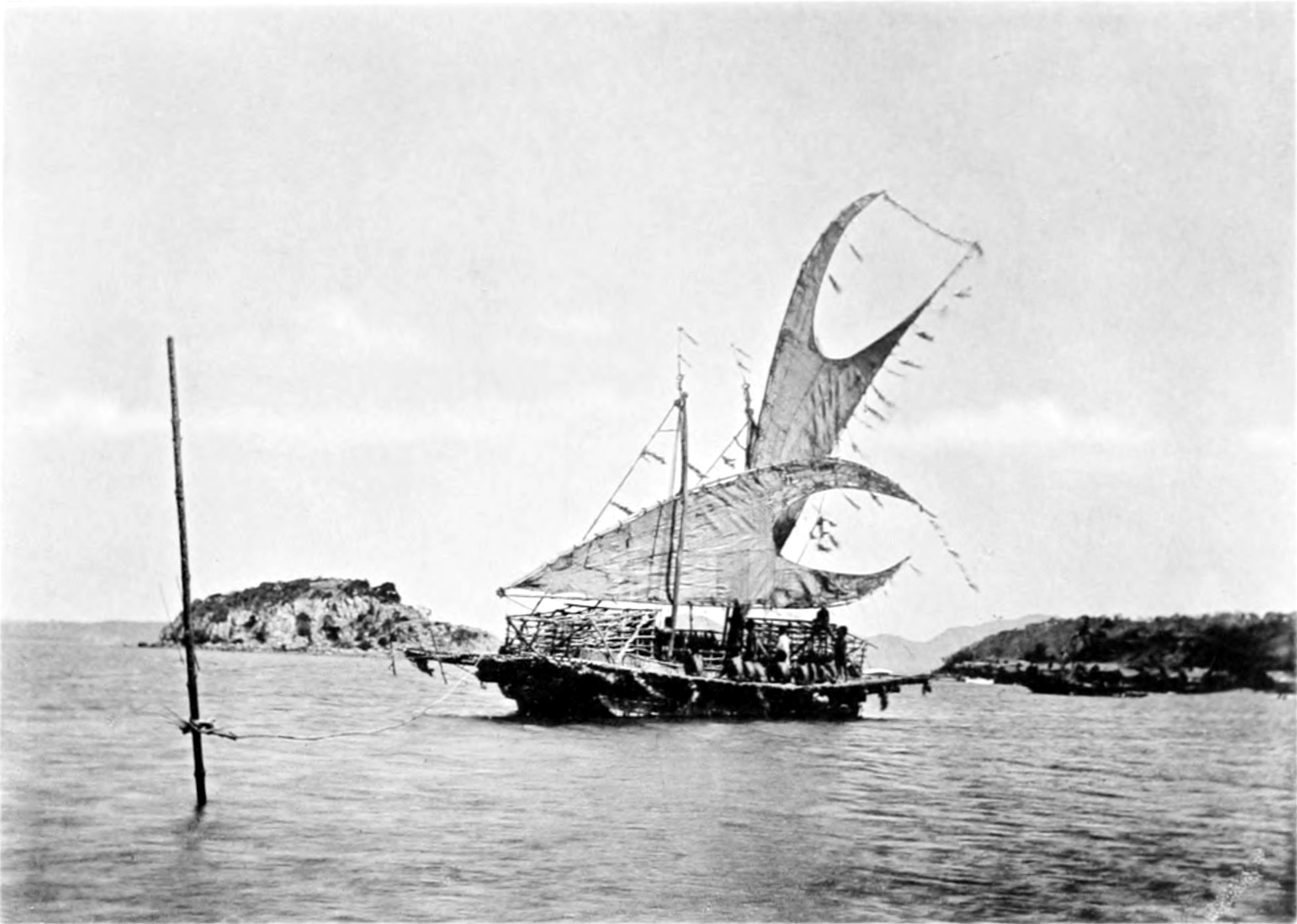
Лакатой около одного из островов Британской Новой Гвинеи, 1885 год

Лакатой (англ. lakatoi) — парусное судно, применявшееся папуасами Новой Гвинеи для прибрежного мореходства в торговых целях. В настоящее время широко используется как прогулочно-развлекательное средство в туристическом бизнесе.

## Описание конструкции
Корпус лакатоя составлялся из трёх или четырёх пирог, которые несли на себе рамообразную платформу из бамбуковых стеблей. На ней размещались товары для продажи и меновой торговли. Паруса изготавливались из плетёных матов и, как правило, выполнялись в форме клешней рака. Однако, иногда их делали четырёхугольными или эллиптическими. Часто можно было встретить суда, которые несли на себе пять или шесть парусов, которые растягивались на шестах. Основным материалом для парусов служили листья дерева саго.